# 皮爾瓦尼山
19°29′6″S 66°27′13″W / 19.48500°S 66.45361°W
皮爾瓦尼山（Pirwani），是玻利維亞的山峰，位於該國西南部波托西省的安東尼奧基哈羅省，處於瓦拉奇科柳山和漢科科柳山西南面，屬於安第斯山脈中波托西山脈的一部分，海拔高度4,840米。